# Sân bay quốc tế Kish
Sân bay quốc tế Kish (IATA: KIH, ICAO: OIBK) là một sân bay trên đảo Kish, Iran. Sân bay này có 1 đường băng dài 3659 m bề mặt nhựa đường.

## Các hãng hàng không và các tuyến điểm
Hiện có các hãng hàng không sau đây đang hoạt động tại sân bay Kish:
- Aria Air (Tehran-Mehrabad)
- Caspian Airlines (Tehran-Mehrabad)
- Eram Air (Tehran-Mehrabad)
- Iran Air (Tehran-Mehrabad, Thành phố Kuwait)
- Iran Aseman Airlines (Shiraz)
- Iran Air Tours (Mashad, Shiraz, Tehran-Mehrabad)
- Kish Air (Abadan, Dubai, Isfahan, Mashad, Shiraz, Tehran-Mehrabad)
- Mahan Air (Kerman, Tehran-Mehrabad)
- Saha Air Lines (Tehran-Mehrabad)
- Taban Air (Tehran-Mehrabad, Mashhad)
- Yanda Airlines (Tehran-Mehrabad)